# Heckler & Koch HK21
Heckler & Koch HK21 — німецький єдиний кулемет виробництва Heckler & Koch, розроблений у 1961 на основі гвинтівки HK G3.

## Опис
Кулемет може вести вогонь одиночними пострілами або безперервними чергами (в пізніх варіантах можлива стрільба чергами з відсічкою по 3 набої). Стрільба ведеться із закритого затвора. Ствол швидкознімний, охолодження повітряне. Живлення стрічкове, але приймач стрічки може бути замінений на адаптер, що дозволяє використовувати коробчасті або барабанні магазини від гвинтівки G3 або ручного кулемета HK11.

## Варіанти
- HK21: базовий варіант під набій 7,62×51 мм НАТО. Мав можливість використання патронів 5,56 × 45 мм і 7,62×39 мм шляхом заміни деяких деталей, включаючи приймач, ствол і затвор. Замінений в на HK21A1.
  - HK21A1: покращений варіант HK21, випущений в середині 1970-х. Не мав можливість використовувати інші калібри, а також не міг використовувати магазинне живлення через новий стрічкопротяжного механізму з відкидною кришкою вниз.
  - HK21E: останній серійний варіант під патрон 7,62×51 мм НАТО, з'явився початку 1980-х. Відрізнявся подовженими стволом і ствольною коробкою, довжина відкоту рухомих частин автоматики була зменшена, що підвищило купчастість вогню[1]. Здатний вести стрільбу чергами з відсічкою по 3 патрона[1].
- HK11: перший варіант під набій 7,62×51 мм НАТО з магазинним живленням.
  - HK11A1: вдосконалений варіант HK11.
  - HK11E: варіант кулемета HK21E з приймачем магазинів і укороченим на 110 мм стволом (з 560 мм до 450 мм).
- HK23: варіант НК21 під набій 5,56×45 мм.
  - HK23A1: варіант HK23 з поліпшеним механізмом подачі стрічки.
  - HK23E: останній серійний варіант під патрон 5,56×45 мм, має подовжену ствольну коробку і може вести вогонь чергами з відсічкою по 3 набоя.
- HK13: ручний кулемет під набій 5,56×45 мм з магазинним живленням, базується автоматі HK 33. Ствол незнімний, сошки складні.
  - HK13E: варіант HK23E з магазинним живленням.
- HK73: експериментальний варіант HK13E, адаптований під використання спеціальних 150-набійних магазинів з безланковим живленням.

## Країни-експлуатанти
- Бангладеш:HK11A1іHK21A1[2].
- Болівія[3]
- Бруней:HK21A1[2].
- Камерун:HK21[2].
- Колумбія:HK21E1[2].
- Еквадор[4]
- Сальвадор[2]
- Фінляндія[4]
- Німеччина[5]
- Греція:HK11A1[2]. Виробляється за ліцензією[6].
- Йорданія:HK21E[2].
- Кенія:HK21A1[2].
- Малайзія:HK11A1іHK21E[2].
- Мексика:HK21A1[7].
- Нігер:HK11іHK21[2].
- Нігерія:HK21[2].
- Перу[4]
- Португалія:HK21[2]. Виробляється за ліцензією[6].
- Катар:HK21[2].
- Сенегал:HK21[2].
- Шрі-Ланка:HK11іHK21[2].
- Судан:HK21[2].
- Швеція[3]
- Таїланд[4]
- Туреччина:HK23E використовується жандармерією[8].
- Уганда[3]
- ОАЕ:HK23E[2].
- США: використовувався підрозділом «Дельта» в операції «Орлиний кіготь» в 1980 році[4]. В наш час[коли?] використовується підрозділами спеціального призначення та федеральними правоохоронними органами[4].